# Canton de Chaumont-3
Le canton de Chaumont-3 est une circonscription électorale française du département de la Haute-Marne.

## Histoire
Un nouveau découpage territorial de la Haute-Marne entre en vigueur à l'occasion des élections départementales de 2015. Il est défini par le décret du 17 février 2014, en application des lois du 17 mai 2013 (loi organique 2013-402 et loi 2013-403). Les conseillers départementaux sont, à compter de ces élections, élus au scrutin majoritaire binominal mixte. Les électeurs de chaque canton élisent au Conseil départemental, nouvelle appellation du Conseil général, deux membres de sexe différent, qui se présentent en binôme de candidats. Les conseillers départementaux sont élus pour 6 ans au scrutin binominal majoritaire à deux tours, l'accès au second tour nécessitant 12,5 % des inscrits au 1er tour. En outre la totalité des conseillers départementaux est renouvelée. Ce nouveau mode de scrutin nécessite un redécoupage des cantons dont le nombre est divisé par deux avec arrondi à l'unité impaire supérieure si ce nombre n'est pas entier impair, assorti de conditions de seuils minimaux. Dans la Haute-Marne, le nombre de cantons passe ainsi de 32 à 17.
Le canton de Chaumont-3 est formé de communes des anciens cantons de Chaumont-Sud (5 communes) et d'une fraction de la commune de Chaumont. Il est entièrement inclus dans l'arrondissement de Chaumont. Le bureau centralisateur est situé à Chaumont.

## Représentation
| Période élective | Période élective | Mandat | Mandat           | Identité                    | Nuance | Nuance | Qualité |
| ---------------- | ---------------- | ------ | ---------------- | --------------------------- | ------ | ------ | --- |
| 2015             | 2021             | 2015   | mai 2020 (décès) | Paul Flamérion              |        | LR     | Assureur retraité ancien maire de Villiers-le-Sec, conseiller municipal de Chaumont Ancien conseiller général du Canton de Chaumont-Sud (2001-2015) Vice-président délégué au monde associatif, à la culture et aux sports |
| 2015             | 2021             | 2015   | 2021             | Catherine Pazdzior          |        | DVD    | Metteur en scène 8ème adjointe au maire de Chaumont |
| 2015             | 2021             | 2020   | en cours         | Patrick Viard               |        | DVD    | Maire délégué de Brottes, secrétaire général des chambres de métiers de la Haute-Marne et de l'Aube |
| 2021             | 2028             | 2021   | en cours         | Catherine Pazdzior-Vigneron |        | DVD    | Conseillère municipale de Chaumont |
| 2021             | 2028             | 2021   | en cours         | Patrick Viard               |        | DVD    | Maire délégué de Brottes |

### Résultats détaillés

#### Élections de mars 2015
À l'issue du 1er tour des élections départementales de 2015, deux binômes sont en ballottage : Paul Flamerion et Catherine Pazdzior (DVD, 40,66 %) et Axel Causin et Yasmina El-Faqir (Union de la Gauche, 30,43 %). Le taux de participation est de 46,79 % (3 642 votants sur 7 784 inscrits) contre 52,92 % au niveau départemental et 50,17 % au niveau national.
Au second tour, Paul Flamerion et Catherine Pazdzior (DVD) sont élus avec 59,37 % des suffrages exprimés et un taux de participation de 42,42 % (1 689 voix pour 3 302 votants et 7 784 inscrits).

#### Élections de juin 2021
Le premier tour des élections départementales de 2021 est marqué par un très faible taux de participation (33,26 % au niveau national). Dans le canton de Chaumont-3, ce taux de participation est de 26,96 % (1 936 votants sur 7 182 inscrits) contre 36,26 % au niveau départemental. À l'issue de ce premier tour, deux binômes sont en ballottage : Catherine Pazdzior-Vigneron et Patrick Viard (DVD, 39,58 %) et Lise Courtois et Jean-Marie Joder (Union à gauche, 22,23 %).
Le second tour des élections est marqué une nouvelle fois par une abstention massive équivalente au premier tour. Les taux de participation sont de 34,36 % au niveau national, 36,14 % dans le département et 26,43 % dans le canton de Chaumont-3. Catherine Pazdzior-Vigneron et Patrick Viard (DVD) sont élus avec 63,7 % des suffrages exprimés (1 097 voix pour 1 898 votants et 7 181 inscrits),,.

## Composition
| Nom                              | Code Insee | Intercommunalité | Superficie (km2) | Population (dernière pop. légale)               | Densité (hab./km2) | Modifier                                    |
| -------------------------------- | ---------- | ---------------- | ---------------- | ----------------------------------------------- | ------------------ | ------------------------------------------- |
| Chaumont (bureau centralisateur) | 52121      | CA de Chaumont   | 55,26            | Fraction : 7 676 (2022) Commune : 21 418 (2022) | 388                | modifier les données · modifier les données |
| Foulain                          | 52205      | CA de Chaumont   | 26,28            | 681 (2022)                                      | 26                 | modifier les données · modifier les données |
| Luzy-sur-Marne                   | 52297      | CA de Chaumont   | 16,11            | 279 (2022)                                      | 17                 | modifier les données · modifier les données |
| Neuilly-sur-Suize                | 52349      | CA de Chaumont   | 14,67            | 292 (2022)                                      | 20                 | modifier les données · modifier les données |
| Semoutiers-Montsaon              | 52469      | CA de Chaumont   | 27,40            | 723 (2022)                                      | 26                 | modifier les données · modifier les données |
| Verbiesles                       | 52514      | CA de Chaumont   | 11,36            | 319 (2022)                                      | 28                 | modifier les données · modifier les données |
| Canton de Chaumont-3             | 5207       |                  |                  | 9 970 (2022)                                    |                    | modifier les données                        |

Le canton de Chaumont-3 comprend :
1. cinq communes entières,
2. la partie de la commune de Chaumont non incluse dans les cantons de Chaumont-1 et de Chaumont-2 (située au sud d'une ligne définie par l'axe des voies et limites suivantes : depuis la limite territoriale de la commune de Villiers-le-Sec, chemin vicinal de Villiers-le-Sec à Brottes, route nationale 67, ligne droite reliant l'extrémité de ce chemin vicinal à l'extrémité du chemin dit de Pierre-à-l'Eau, chemin dit de Semoutiers, chemin de Richebourg à Chaumont, rue du Val-Barizien, rue Robespierre, rue des Platanes, rue d'Albi, rue de Carcassonne, rue des Érables, rue Jules-Ferry, avenue de la République, avenue Philippe-Girardel, avenue d'Ivrea, avenue Marc-Chagall, jusqu'à la limite territoriale de la commune de Chamarandes-Choignes).

## Démographie
En 2022, le canton comptait 9 970 habitants, en évolution de −3,41 % par rapport à 2016 (Haute-Marne : −4,62 %, France hors Mayotte : +2,11 %).
| 2013   | 2018   | 2022  |
| ------ | ------ | ----- |
| 10 502 | 10 094 | 9 970 |